# Phonofilm
Phonofilm hieß ein Tonfilmverfahren, das der US-amerikanische Techniker Lee de Forest bereits 1919 entwickelte. Es handelte sich dabei um ein Sound-on-film-System nach einem Prinzip, das fast zur gleichen Zeit, um 1919, auch von dem deutschen Erfindertrio Hans Vogt, Jo Engl und Joseph Masolle in ihrem „Tri-Ergon“-Verfahren angewandt wurde.

## Verfahren
Der vom Mikrophon aufgenommene Schall wird in elektrische Differenzen verwandelt und in Vakuumröhren verstärkt, so dass er eine Lampe steuern kann, die aus den elektrischen Differenzen Helligkeitsschwankungen macht. Diese werden über die Spaltoptik, eine Art umgekehrtes Mikroskop, auf dem photographischen Film (daher im Englischen sound-on-film) abgebildet und dort neben der Bildinformation in Form einer schmalen Tonspur aufgezeichnet. Da die Toninformation in Gestalt von Schwankungen der Intensität des Lichtes enthalten ist, spricht man auch von Intensitätsverfahren, im Englischen von variable density.
Zur Wiedergabe wird die Tonspur auf dem ablaufenden Bildfilm von einer mit konstanter Helligkeit brennenden Tonlampe durchleuchtet. Die darauf festgehaltenen Lichtintensitätsschwankungen setzt eine Photozelle wieder in elektrische Differenzen um, die verstärkt und durch Lautsprecher wieder in Schall verwandelt werden können.

## Bedeutung
De Forests Beitrag zum Tonfilm besteht einmal in seiner Erfindung einer gasgefüllten Dreielektrodenröhre (Triode), dem auch für den Funkempfang verwendeten „Audion“, mit dem man schwache Signale verstärken konnte, zum anderen aber in der Verwirklichung des „photographierten Tons“ auf dem Bildfilm, der im Gegensatz zu allen Nadeltonsystemen, die mit zwei verschiedenen Informationsträgern, dem Film für das Bild und der Grammophonplatte für den Ton, arbeiteten, keine Synchronisationsprobleme kennt. Hier sind Bild- und zugehörige Toninformation auf einem gemeinsamen Träger fest miteinander verbunden. Nichts kann auseinanderlaufen. Auch die Vervielfältigung wird vereinfacht, denn Bild- und Toninformationen können, da auf demselben Filmstreifen untergebracht, auch gemeinsam kopiert werden.
Zur Auswertung seiner Patente gründete De Forest eine Filmgesellschaft, die DeForest Phonofilm Co., mit der er zwischen 1923 und 1925 in den USA zahlreiche Kurztonfilme realisierte und über 30 Kinos weltweit mit Tonfilmapparaturen ausrüstete.
Die kurzen Streifen, die zunächst nur hergestellt worden waren, um das Interesse der großen Studios zu erwecken, gelten heute als rare Dokumente der Geschichte des Jazz und der Unterhaltungskultur.
Ebenso ließ er Aktualitäten aufnehmen, z. B. die Politiker Al Smith und Franklin D. Roosevelt mit ihren Wahlreden, oder den schwedischstämmigen Ozeanflieger Charles Lindbergh, den er sowohl bei seiner Abreise aus England als auch bei seiner Ankunft in New York filmen ließ, wo er vom Oberbürgermeister Jimmy Walker am 13. Juni 1927 eine Medaille verliehen bekam; auch die Ankunft des Duke of York in Farm Cove 1927 war Gegenstand eines Tonfilmberichtes, der am 12. Mai 1927 in Sydney im Lichtspielhaus „Lyceum“ gezeigt wurde. Schließlich wurden 1928 auch die Feierlichkeiten zum Tag des Waffenstillstands auf Phonofilm festgehalten und von der British Sound Film Corporation verliehen.
Auch für die Filmkunst setzte DeForest sein Tonsystem ein. „Plastigrams“, ein experimenteller 3-D-Film der Erfinder Frederick Ives und Jacob Leventhal von 1922, wurde 1924 ebenso mit einer Tonspur ausgestattet wie „Siegfried“, Fritz Langs erster Teil der „Nibelungen“, der bei seiner amerikanischen Premiere in New York am 23. August 1925 mit einer Orchestermusik auf Lichtton begleitet wurde.
Aber obwohl seine Apparate zufriedenstellend arbeiteten und obwohl Produzent Adolph Zukor schon 1923 anlässlich der Aufführung der beiden abendfüllenden, nach dem Phonofilm-System vertonten “Paramount”-Filme The Covered Wagon und Bella Donna eine für das Lichttonverfahren werbende Einführungsansprache gehalten hatte, blieb die notwendige Kapitaldeckung seitens der Investoren aus. Hollywood zeigte an DeForest kaum Interesse ; 1928 musste er seine Patente verkaufen. Ähnlich war es auch den deutschen Erfindern von „Tri-Ergon“ ergangen, die ihr Patent schon 1926 an Fox verkaufen mussten, weil die deutsche Filmindustrie damals nicht daran interessiert war.
Die frühe deutsch-britische Tonfilm-Koproduktion „Der rote Kreis“ von Friedrich Zelnik nach dem Kriminalroman von Edgar Wallace wurde 1929 nach dem DeForest Phonofilm-Verfahren hergestellt.